# Konklawe 1605 (Paweł V)
Konklawe 8-16 maja 1605 – konklawe, które wyniosło na tron papieski Pawła V.

## Śmierć Leona XI
Leon XI zmarł 27 kwietnia 1605 roku po zaledwie 27 dniach pontyfikatu. Był on ostatnim papieżem z rodu Medyceuszy. Oznaczało to, że pięć tygodni po zamknięciu poprzedniego konklawe kardynałowie ponownie muszą zająć się wyborem nowego papieża.

## Lista elektorów
Na konklawe obecnych było 61 z 67 kardynałów:
- Tolomeo Gallio (nominacja kardynalska 12 marca 1565) – kardynał biskup Ostia e Velletri; dziekan Świętego Kolegium Kardynałów; prefekt Świętej Kongregacji ds. Obrzędów i Ceremonii
- Domenico Pinelli (18 grudnia 1585) – kardynał biskup Frascati; subdziekan Świętego Kolegium Kardynałów; archiprezbiter bazyliki liberiańskiej
- Girolamo Bernerio OP (17 grudnia 1586) – kardynał biskup Albano; prefekt Świętej Kongregacji Indeksu
- François de Joyeuse (12 grudnia 1583) – kardynał biskup Sabiny; arcybiskup Rouen; protektor Francji; prefekt Świętej Kongregacji ds. Biskupów i Zakonników
- Agostino Valier (12 grudnia 1583) – kardynał prezbiter S. Marco; protoprezbiter Świętego Kolegium Kardynałów; biskup Werony
- Antonio Maria Galli (17 grudnia 1586) – kardynał prezbiter S. Prassede; biskup Osimo
- Benedetto Giustiniani (17 grudnia 1586) – kardynał prezbiter S. Prisca; prefekt Świętej Kongregacji ds. Drukarni Watykańskiej
- Giovanni Evangelista Pallotta (18 grudnia 1587) – kardynał prezbiter S. Lorenzo in Lucina; archiprezbiter bazyliki watykańskiej; prefekt Fabryki św. Piotra
- Antonio Maria Sauli (18 grudnia 1587) – kardynał prezbiter S. Maria in Trastevere
- Federico Borromeo (18 grudnia 1587) – kardynał prezbiter S. Maria degli Angeli; arcybiskup Mediolanu
- Francesco Maria Bourbon del Monte (14 grudnia 1588) – kardynał prezbiter S. Maria in Aracoeli
- Mariano Pierbenedetti (20 grudnia 1589) – kardynał prezbiter Ss. Marcellino e Pietro
- Gregorio Petrocchini OESA (20 grudnia 1589) – kardynał prezbiter S. Agostino; kamerling Świętego Kolegium Kardynałów
- Paolo Emilio Sfondrati (19 grudnia 1590) – kardynał prezbiter S. Cecilia; prefekt Trybunału Apostolskiej Sygnatury Łaski
- Ottavio Paravicini (6 marca 1591) – kardynał prezbiter S. Alessio; protektor Rzeszy Niemieckiej
- Ottavio Acquaviva d’Aragona (6 marca 1591) – kardynał prezbiter Ss. Giovanni e Paolo
- Flaminio Piatti (6 marca 1591) – kardynał prezbiter S. Maria della Pace
- Giovanni Antonio Facchinetti de Nuce (18 grudnia 1591) – kardynał prezbiter Ss. IV Coronati
- Pietro Aldobrandini (17 września 1593) – kardynał prezbiter S. Pancrazio; kamerling Świętego Kościoła Rzymskiego; prefekt Świętej Konsulty; prefekt Sygnatury ds. Brewe Apostolskich; arcybiskup Rawenny; komendatariusz opactwa terytorialnego Tre Fontane; legat apostolski w Ferrarze; gubernator Fermo i Civita Castellana; protektor Sabaudii
- Francesco Maria Tarugi CO (5 czerwca 1596) – kardynał prezbiter S. Maria sopra Minerva; arcybiskup Sieny; gubernator Benewentu
- Ottavio Bandini (5 czerwca 1596) – kardynał prezbiter S. Sabina; arcybiskup Fermo
- Anne de Pérusse Escars de Givry OSB (5 czerwca 1596) – kardynał prezbiter S. Susanna; biskup-koadiutor Langres
- Giovanni Francesco Biandrate di San Giorgio (5 czerwca 1596) – kardynał prezbiter S. Clemente; biskup Faenzy; komendatariusz opactwa terytorialnego Caramagna Piemonte; kolegat apostolski w Ferrarze
- Camillo Borghese (5 czerwca 1596) – kardynał prezbiter S. Crisogono; wikariusz generalny diecezji rzymskiej; sekretarz Świętej Kongregacji Rzymskiej i Powszechnej Inkwizycji
- Cesare Baronio CO (5 czerwca 1596) – kardynał prezbiter Ss. Nereo ed Achilleo; bibliotekarz Świętego Kościoła Rzymskiego
- Lorenzo Bianchetti (5 czerwca 1596) – kardynał prezbiter S. Lorenzo in Panisperna
- Francisco de Ávila (5 czerwca 1596) – kardynał prezbiter S. Croce in Gerusalemme; protektor Hiszpanii
- Francesco Mantica (5 czerwca 1596) – kardynał prezbiter S. Maria del Popolo
- Pompeo Arrigoni (5 czerwca 1596) – kardynał prezbiter S. Balbina; prodatariusz Jego Świątobliwości
- Bonifacio Bevilacqua (3 marca 1599) – kardynał prezbiter S. Girolamo degli Schiavoni; biskup Cervia; legat apostolski w Perugii
- Alfonso Visconti (3 marca 1599) – kardynał prezbiter S. Sisto; biskup Spoleto
- Domenico Toschi (3 marca 1599) – kardynał prezbiter S. Onofrio; biskup Tivoli
- Paolo Emilio Zacchia (3 marca 1599) – kardynał prezbiter S. Marcello; prefekt Świętej Kongregacji ds. Soboru Trydenckiego; biskup Montefiascone e Corneto
- Franz von Dietrichstein (3 marca 1599) – kardynał prezbiter S. Silvestro in Capite; biskup Ołomuńca; protektor Austrii
- Robert Bellarmin SJ (3 marca 1599) – kardynał prezbiter S. Maria in Via; arcybiskup Kapui
- François d’Escoubleau de Sourdis (3 marca 1599) – kardynał prezbiter Ss. XII Apostoli; arcybiskup Bordeaux
- Séraphin Olivier-Razali (9 czerwca 1604) – kardynał prezbiter S. Salvatore in Lauro
- Domenico Ginnasi (9 czerwca 1604) – kardynał prezbiter bez tytułu; arcybiskup Manfredonii
- Antonio Zapata y Cisneros (9 czerwca 1604) – kardynał prezbiter bez tytułu
- Filippo Spinelli (9 czerwca 1604) – kardynał prezbiter S. Bartolomeo all’Isola; arcybiskup Policastro
- Carlo Conti (9 czerwca 1604) – kardynał prezbiter bez tytułu; biskup Ankony
- Carlo Gaudenzio Madruzzo (9 czerwca 1604) – kardynał prezbiter bez tytułu; biskup Trydentu
- Jacques Davy du Perron (9 czerwca 1604) – kardynał prezbiter S. Agnese in Agone; biskup Evreux
- Innocenzo del Bufalo-Cancellieri (9 czerwca 1604) – kardynał prezbiter S. Tommaso in Parione; biskup Camerino
- Giovanni Delfino (9 czerwca 1604) – kardynał prezbiter S. Mateo in Via Merulana; biskup Vicenzy
- Giacomo Sannesio (9 czerwca 1604) – kardynał prezbiter S. Stefano al Monte Celio
- Erminio Valenti (9 czerwca 1604) – kardynał prezbiter S. Maria in Transpontina
- Girolamo Pamphili (9 czerwca 1604) – kardynał prezbiter S. Biagio dell’Anello
- Ferdinando Taverna (9 czerwca 1604) – kardynał prezbiter S. Eusebio; legat apostolski w Marchii Ankońskiej; gubernator Ascoli Piceno
- Anselmo Marzato OFMCap (9 czerwca 1604) – kardynał prezbiter S. Pietro in Montorio
- Francesco Sforza di Santa Fiora (12 grudnia 1583) – kardynał diakon S. Maria in Via Lata; protodiakon Świętego Kolegium Kardynałów;
- Alessandro Peretti de Montalto (13 maja 1585) – kardynał diakon S. Lorenzo in Damaso; wicekanclerz Świętego Kościoła Rzymskiego; legat apostolski w Bolonii; protektor Polski; komendatariusz opactwa terytorialnego Farfa
- Odoardo Farnese (6 marca 1591) – kardynał diakon S. Eustachio; legat apostolski w Viterbo; gubernator Vetralla
- Cinzio Passeri Aldobrandini (17 września 1593) – kardynał diakon S. Giorgio in Velabro; prefekt Trybunału Apostolskiej Sygnatury Sprawiedliwości; penitencjariusz większy; legat apostolski w Awinionie; gubernator Spoleto i Capranica
- Bartolomeo Cesi (5 czerwca 1596) – kardynał diakon S. Maria in Portico
- Andrea Baroni Peretti (5 czerwca 1596) – kardynał diakon S. Angelo in Pescheria
- Alessandro d’Este (3 marca 1599) – kardynał diakon S. Maria Nuova; gubernator Tivoli
- Giovanni Battista Deti (3 marca 1599) – kardynał diakon S. Maria in Cosmedin
- Silvestro Aldobrandini OSIoHieros (17 września 1603) – kardynał diakon S. Cesareo in Palatio; gubernator San Severino; wielki przeor zakonu joannitów w Rzymie
- Giovanni Doria (9 czerwca 1604) – kardynał diakon bez tytułu
- Carlo Emmanuele Pio (9 czerwca 1604) – kardynał diakon S. Nicola in Carcere Tulliano

Skład narodowościowy: pięćdziesięciu czterech Włochów (w tym Serafin-Razali był poddanym Francji), czterech Francuzów, dwóch Hiszpanów i jeden Niemiec. Czterdziestu było nominatami Klemensa VIII, pięciu mianował Grzegorz XIV, jedenastu Sykstus V, trzech Grzegorz XIII, a po jednym Innocenty IX i Pius IV.

### Nieobecni
Sześciu kardynałów (Włoch, dwóch Francuzów, dwóch Hiszpanów i Polak; trzech z nominacji Sykstusa V, trzech Klemensa VIII) nie przybyło do Rzymu:
- Ascanio Colonna (17 grudnia 1586) – kardynał prezbiter S. Pudenziana; archiprezbiter bazyliki laterańskiej; komendatariusz opactwa terytorialnego Subiaco
- Pierre de Gondi (18 grudnia 1587) – kardynał prezbiter SS. Trinita al Monte Pincio
- Fernando Niño de Guevara (5 czerwca 1596) – kardynał prezbiter Ss. Silvestro e Martino ai Monti; arcybiskup Sewilli
- Bernardo de Rojas y Sandoval (3 marca 1599) – kardynał prezbiter S. Anastasia; arcybiskup Toledo i prymas Hiszpanii
- Bernard Maciejowski (9 czerwca 1604) – kardynał prezbiter S. Giovanni a Porta Latina; biskup Krakowa
- Charles III de Lorraine-Vaudémont (20 grudnia 1589) – kardynał diakon S. Agata in Suburra; biskup Metz i Strasburga

## Podziały w Kolegium Kardynalskim
Kolegium Kardynałów dzieliło się na kilka frakcji:
- partia „klementyńska” – przewodził jej kardynał Pietro Aldobrandini, grupowała większość z nominatów jego wuja Klemensa VIII; łącznie ze swym liderem liczyła 25 członków, w tym Cinzio Aldobrandini, Silvestro Aldobrandini, Bandini, Biandrate di San Giorgio, Borghese, Bianchetti, Mantica, Arrigoni, Bevilacqua, Visconti, Tosco, Zacchia, Spinelli, Conti, del Bufalo-Cancellieri, Delfino, Sannesio, Valenti, Pamphili, Taverna, Marzato, Cesi, Deti i Pio
- partia „sykstyńska” – przewodził jej Alessandro Peretti de Montalto, kardynałal-nepot papieża Sykstusa V. Grupowała dziewięciu kardynałów mianowanych przez Sykstusa V (Pinelli, Bernerio, Giustiniani, Pallotta, Sauli, Pierbenedetti, Petrocchini i Galli) oraz kardynała Andrea Baroni Peretti (krewnego Alessandro Peretti) spośród nominatów Klemensa VIII;
- „sfondratyści” – pięcioosobowa partia grupująca nominatów Grzegorza XIV (Sfondrati, Farnese, Aquaviva, Piatti i Paravacini) pod nominalnym przywództwem jego bratanka kardynała Paolo Sfondratiego; reprezentowała stanowisko skrajnie prohiszpańskie, toteż część współczesnych relacji nie traktuje jej jako oddzielnej frakcji, lecz zalicza do stronnictwa hiszpańskiego;
- stronnictwo francuskie – należało do niego pięciu kardynałów francuskich (de Joyeuse, Givry, Sourdis, Olivier-Razali i Du Perron), ich liderem był protektor Francji de Joyeuse;
- stronnictwo hiszpańskie – należeli do niego: Avila (lider), Zapata y Cisneros, Sforza, Dietrichstein, Gallio, Madruzzo, Doria, Facchinetti i d’Este;
- stronnictwo weneckie – tworzyli je kardynałowie z Wenecji: Valier, del Monte i Delfino, byli sprzymierzeni z Francją;
- ponadto wyróżniano grupę czterech kardynałów, należących do nowych ruchów reformatorskich, którzy nie należeli do żadnej frakcji i o których powiadano, że są posłuszni wyłącznie własnemu sumieniu. Tworzyli ją jezuita Robert Bellarmin, oratorianie Tarugi i Baronio oraz arcybiskup Mediolanu Federico Borromeo, kuzyn św. Karola Boromeusza.

Największe znaczenie miały partie Aldobrandiniego i Montalto. W przeciwieństwie do poprzedniego konklawe nie doszło jednak do sformowania dwóch bloków wokół nich, przeciwnie, nastąpiła znaczna dezorganizacja frakcji. Osłabła zwłaszcza pozycja Aldobrandiniego, który niezręcznymi manewrami podczas poprzedniego konklawe zraził sobie wielu kardynałów i teraz nie mógł być nawet pewnym lojalności wszystkich swych stronników. Choć poprzednio sprzymierzył się z Francuzami, teraz próbował dojść do porozumienia z Hiszpanią, próbując przekonać ją do poparcia kogoś z czwórki: Ginnasi, Zacchia, Tosco lub Biandrate. W razie niepowodzenia tych kandydatur zobowiązał się do poparcia dziekana Tolomeo Gallio, co było obliczone na rozbicie sojuszu Hiszpanów z kardynałem Montalto, gdyż Gallio był sojusznikiem Hiszpanii, ale osobistym wrogiem wicekanclerza.

## Kandydaci na papieża
Najczęściej wymienianym papabile był kardynał Sauli. Był on członkiem partii „sykstyńskiej”, popierali go Hiszpanie oraz „sfondratyści”, a również Francja skłaniała się do poparcia go. Szacowano, że już w pierwszym głosowaniu może on liczyć na 35 głosów. Zdecydowanie przeciwny mu był jednak Aldobrandini, z uwagi na osobisty konflikt z nim. Spór o tę kandydaturę był przyczyną, dla której nie doszło do sojuszu Aldobrandiniego z Hiszpanami, i to pomimo mediacji kardynałów Bandiniego, Viscontiego i Giustiniani. W tym stanie rzeczy Francuzi, wbrew swym instrukcjom, porzucili kandydaturę Sauliego, nie chcąc zrywać definitywnie z Aldobrandinim. Wśród „sykstyńczyków” spore szanse na zdobycie tiary dawano także Pierbenedettiemu, jego jednak nie akceptowała Hiszpania. Dalej, już spośród nominatów Klemensa VIII, wymieniano zwłaszcza dwóch: Cesare Baronio i Domenico Tosco. Pierwszy był człowiekiem powszechnie szanowanym i nie zaliczał się do żadnej z frakcji, ale popadł w ostry konflikt z Hiszpanią, która na poprzednim konklawe uniemożliwiła mu zwycięstwo. Z kolei Tosco cieszył się poparciem grupy wpływowych kardynałów, m.in. d’Este, Cesi i Bevilacqua, a mógł liczyć także na wsparcie Aldobrandiniego. Za kandydatów tego ostatniego uchodzili też Zacchia, Ginnasi i Biandrate, ale ich szanse oceniano niżej. Za liczących się kandydatów uważano kardynałów Bianchetti, Gallio i Montelparo, ale ich wszystkich odrzuciła Francja. Jednak najpoważniejszym kandydatem (oprócz Sauli) był Agostino Valier, gdyż był to jeden z nielicznych papabili akceptowalny zarówno dla Aldobrandiniego jak i dla Montalto. W jego przypadku poważnym problemem była zdecydowana opozycja ze strony Hiszpanii, uważano jednak, że Hiszpanie mogą zmięknąć w obawie przed wyborem popularnego kardynała Baronio i zagłosują na Valiera jako „mniejsze zło”. Pozostałym kardynałom nie dawano początkowo większych szans, choć pojawiały się też nazwiska takie jak Marzato, Bellarmin czy Borghese.

## Przebieg konklawe
Konklawe rozpoczęło się 8 maja 1605. Choć obecnych było 61 kardynałów, dwóch z nich (Zacchia i Madruzzo) początkowo nie brało w nim aktywnego udziału z powodu choroby.
Nieoczekiwanie pierwszym poważnym kandydatem okazał się kardynał Robert Bellarmin. Kandydaturę tę wspierali zwłaszcza kardynałowie Sforza i Baronio oraz partia kardynała Sfondratiego. Jednak główni rozgrywający nie życzyli sobie wyboru świątobliwego jezuity. Aldobrandini przyjął taktykę biernego oporu wobec tej kandydatury, natomiast otwarty sprzeciw zgłosili Hiszpanie. Ostatecznie sam Bellarmin oświadczył, że nie przyjmie ewentualnego wyboru.
Następnie Montalto zaproponował swojego stronnika, kardynała Pierbenedetti. Aldobrandini skłonny był go poprzeć, ale kandydatura ta upadła wskutek gwałtownego sprzeciwu Sfondratiego i Hiszpanów. W dniach 14 – 15 maja doszło do otwartej próby sił między Montalto i Aldobrandinim. Pierwszy z nich wysunął kandydaturę kardynała Sauli, a drugi – kardynała Biandrate. Obaj liderzy zdołali zebrać wystarczającą ilość głosów, by zablokować wybór rywala, ale za mało, by przeforsować własnego kandydata.
W nocy z 15 na 16 maja Aldobrandini wysunął kandydaturę Domenico Tosco. Początkowo wydawało się, że ten kandydat w końcu zwycięży. Uzyskał on poparcie Sfondratiego i Hiszpanów, również Francuzi nie zgłosili żadnych zastrzeżeń. Szczególnie mocno agitowali za nim Bevilacqua, d’Este, Cesi i del Monte. Nawet Montalto, choć niezbyt chętnie, udzielił mu poparcia. 16 maja zwolennicy Tosco podjęli próbę wybrania go przez aklamację, gdy nieoczekiwanie zdecydowany sprzeciw zgłosili powszechnie szanowani i cieszący się dużym autorytetem kardynałowie Baronio, Tarugi i Bellarmin. W bardzo emocjonalnej przemowie do kardynałów Cesare Baronio przypomniał, że 70-letni Tosco przez wiele lat był żołnierzem, święcenia kapłańskie przyjął, dopiero gdy zbliżał się już do 60 lat i wciąż zachował wiele nawyków z czasów swej kariery wojskowej, nie licujących z najwyższym urzędem w Kościele. Baronio dodał, że choć on oraz Bellarmin i Tarugi nie zamierzają robić schizmy i zaakceptują Tosco jako papieża, jeśli taka będzie wola Świętego Kolegium, ale zanim to nastąpi, uczynią wszystko, co w ich mocy, by temu zapobiec. Przemowa Baronio wywarła duże wrażenie na kardynałach i posłużyła Francuzom i Montalto za pretekst do wycofania poparcia dla Tosco. Montalto i Giustiniani zaproponowali wręcz, by wybrać kardynała Baronio, który właśnie dowiódł swej olbrzymiej odwagi i oddania Kościołowi. W rezultacie doszło do ponownej polaryzacji nastrojów. Trzydziestu ośmiu zwolenników Tosco pod wodzą Aldobrandiniego zgromadziło się w kaplicy Sykstyńskiej, a jego dwudziestu dwóch przeciwników pod wodzą Montalto w kaplicy Paoliańskiej. Ci drudzy chcieli wybrać przez aklamację kardynała Baronio, który jednak nie zgodził się kandydować. Kłótnie między obydwoma obozami były tak gwałtowne, że zaczęto obawiać się schizmy.
Pomimo że Tosco brakowało zaledwie trzech głosów do wymaganych 2/3, jego zwolennicy po siedmiu godzinach gwałtownych dyskusji ze zwolennikami Baronio musieli w końcu uznać fiasko swych wysiłków. W Sala Regia doszło do spotkania Aldobrandiniego, Montalto i kilku innych czołowych purpuratów. W wyniku tego spotkania ustalono wreszcie, że nowym papieżem zostanie nie wymieniany wcześniej w gronie faworytów kardynał Camillo Borghese, należący do partii Aldobrandiniego, ale nie angażujący się w spory frakcyjne.

## Wybór Pawła V
Wieczorem 16 maja 1605 Camillo Borghese został wybrany na papieża jednogłośnie, przez aklamację. Przybrał imię Pawła V, na cześć Pawła III. Jego wybór był dla wszystkich całkowitym zaskoczeniem, Borghese bowiem już choćby z racji wieku (52 lata) nie był zaliczany do faworytów. Z uwagi na późną porę protodiakon Sforza wygłosił formułę Habemus Papam dopiero następnego dnia rano. Uroczystości koronacyjne odbyły się 29 maja 1605.